# Valerie Belgrave
Pour les articles homonymes, voir Belgrave.
Valerie Belgrave (3 mars 1946 - 23 août 2016) est une artiste, peintre et auteure trinidadienne, également compositrice de musique.

## Biographie
Valerie Belgrave naît et grandit à Petit Bourg, San Juan, Trinité-et-Tobago, Caraïbes. Elle est élevée au couvent de St Joseph, à San Fernando. Elle poursuit ses études à l' Université Sir George Williams (maintenant Université Concordia), au Canada, où elle obtient son diplôme en peinture et littérature. Elle participe en 1969 à la manifestation étudiante de l'Université Sir Georges Williams organisée par des centaines d'étudiants. Ceux-ci dénoncent le racisme de certains professeurs à l'encontre des étudiants noirs. L'incident devient le sujet d'un documentaire intitulé The Ninth Floor, qui aurait contribué à déclencher la Black Power Révolution de 1970 à Trinidad,,. 
Parmi ses écrits figurent le roman Ti Marie (publié en 1988 et décrit comme « un Autant en emporte le vent Caribéen »  et Dance the Water (2002). Elle écrit une pièce intitulée Night of the Wolf (1991), un livre pour enfants Adventures of the Magic Steelpan (2007) et publie un recueil de photos  intitulé Art for the People, en 2011,,. Elle est également peintre, compositrice musicale et designer de batik.  

## Vie privée
Elle épouse Ian « Teddy » Belgrave (mort en juillet 2013).  Elle a un fils, Chenier Belgrave, qui est designer. Elle meurt le 23 août 2016 au St Joseph Medical Associates Hospital.   